# Lueheopsis althaeiflora
Lueheopsis althaeiflora är en malvaväxtart som först beskrevs av Richard Spruce och George Bentham, och fick sitt nu gällande namn av Karl Ewald Maximilian Burret. Lueheopsis althaeiflora ingår i släktet Lueheopsis och familjen malvaväxter. Inga underarter finns listade i Catalogue of Life.